# Otto Sinding
Otto Sinding (Kongsberg, 16 de desembre, 1842 - Múnic, Alemanya, 23 de novembre, 1909) fou un pintor noruec.
Era germà de Christian (músic) i Stephan (escultor). Cursà dret a Oslo, i feia força temps que era empleat de l'Estat, quan, el 1867, va poder dedicar-se a la pintura sota la direcció del mestre Eckersberg. Els seus primers assaigs en la pintura de paisatge li valgueren el 1869 una pensió que li permetrien continuar els seus estudis a Karlsruhe amb el mestre Hans Gude. El 1872 després d'haver pintat figures amb 
Riefstahl, entrà en el taller de Piloty, de Múnic.
El 1876 retornà a la seva pàtria, on pintà el retaule Crist a la Creu, per l'església de Sant Pau, d'Oslo. El 1880 emprengué un viatge a Itàlia establint-se després a Múnic, on pintà una sèrie de paisatges i marines de Noruega i Itàlia. El 1886 es traslladà a Berlín, emprenent des d'allà un viatge d'estudis a les Illes Lofoten, on executà uns 60 quadres a l'oli, amb animades reproduccions de la vida d'aquella comarca en totes les estacions de l'any. En un segon viatge prengué per lloc d'estudi la ciutat de Bergen, els voltants de la qual traslladà al llenç en una segona sèrie de quadres. Més tard es dedicà exclusivament al paisatge. El 1895 pintà per la ciutat de Leipzig el panorama de la Batalla de les Nacions.
Hi ha quadres de Sinding en els Museus d'Oslo, Copenhaguen i Budapest i en la Nova Pinacoteca de Múnic i en molts d'altres llocs.
A més se li deuen dos volums de versos (Vers, 1894 i Dommedag, 1897).

## Petita Galeria d'Otto Sinding

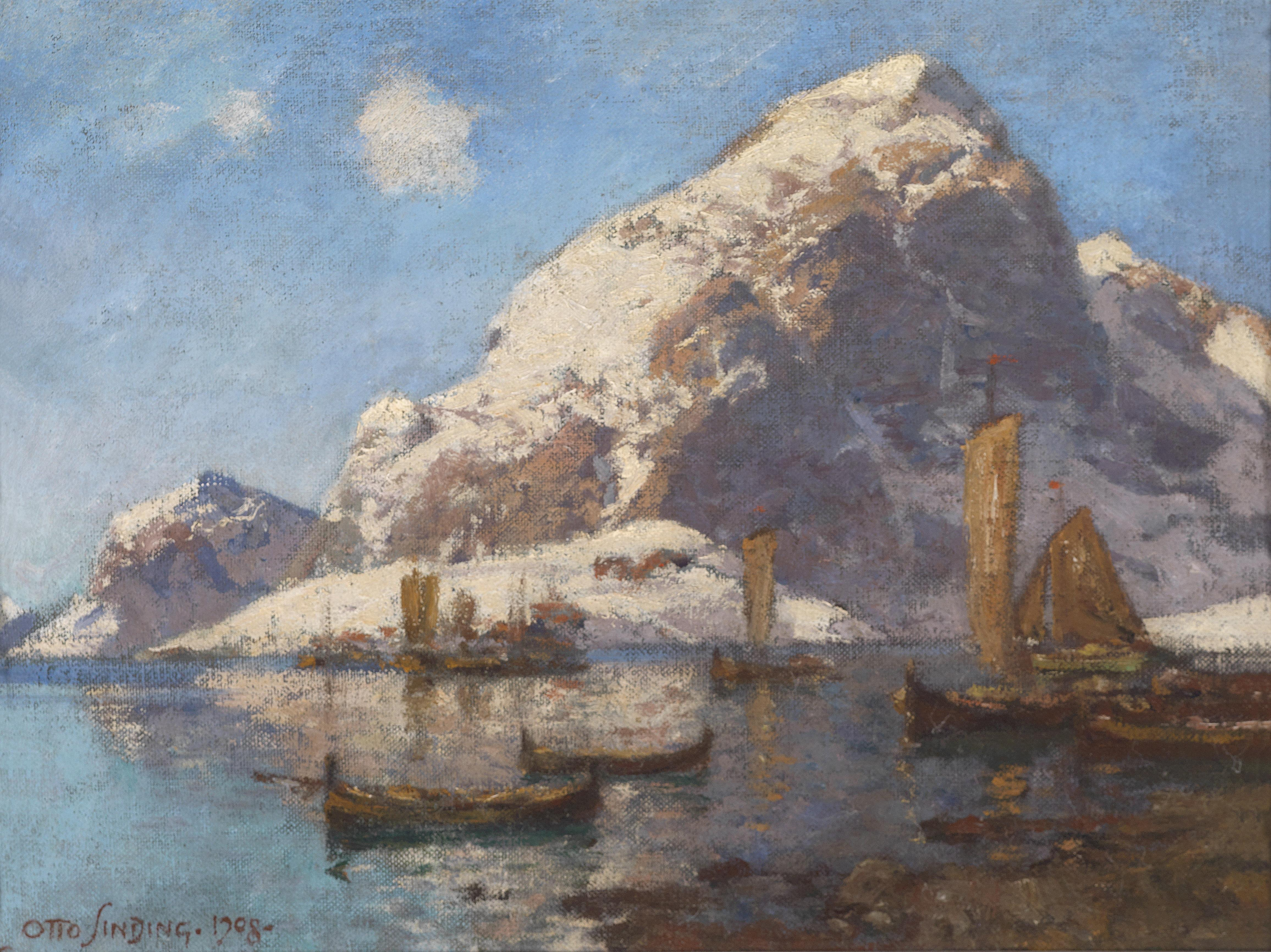
A les Lofoten
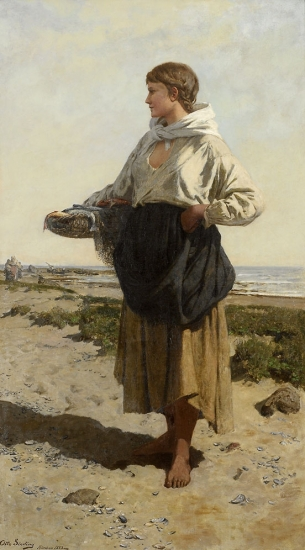
Venedora de peix
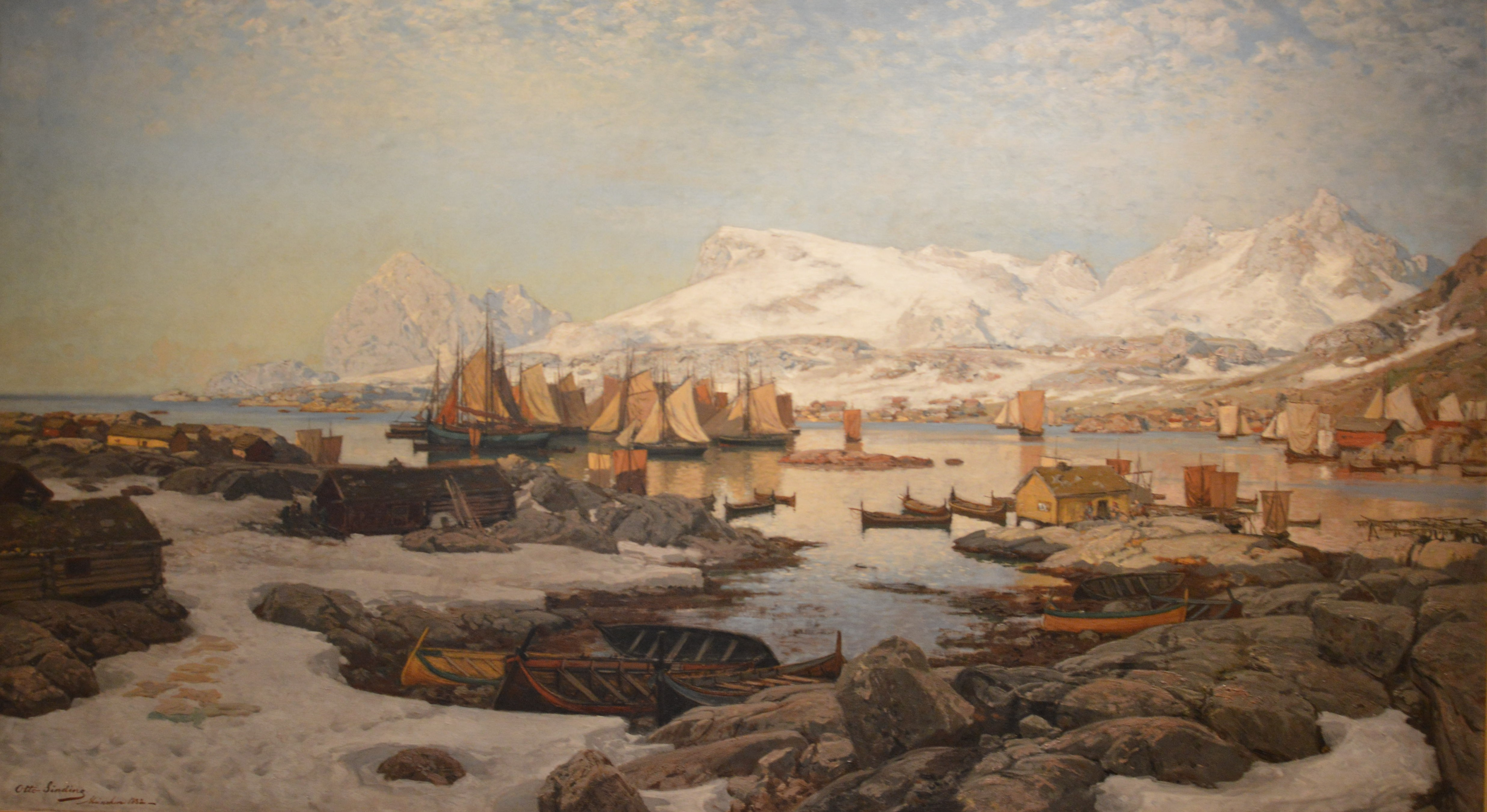
Primavera a les Lofoten
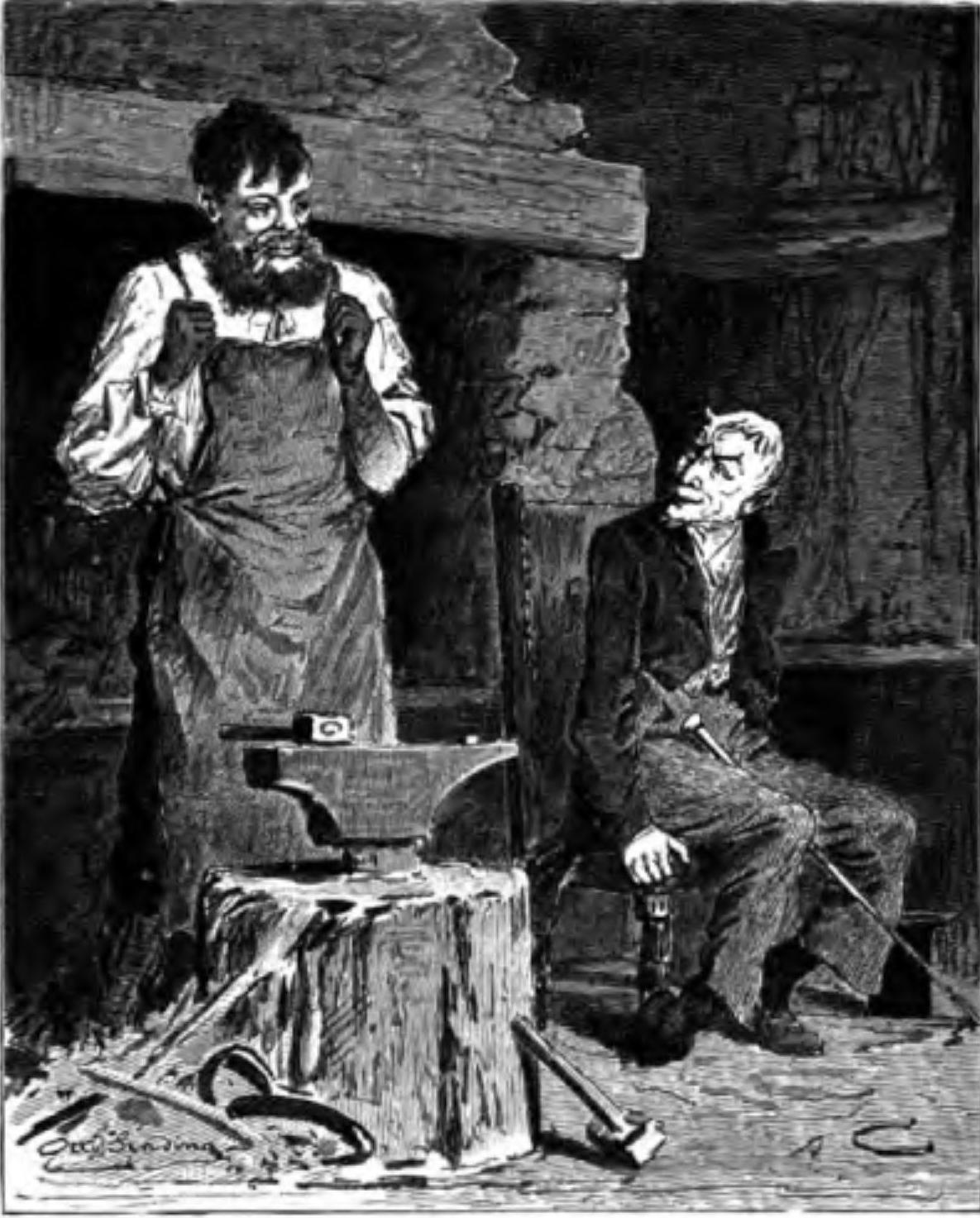
Ferrer noruec
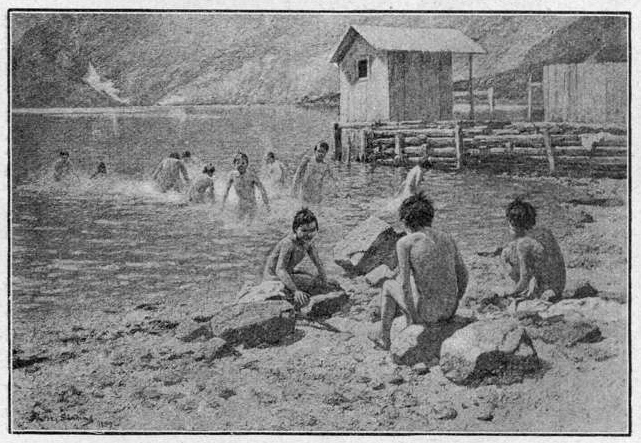
Mainada banyant-se
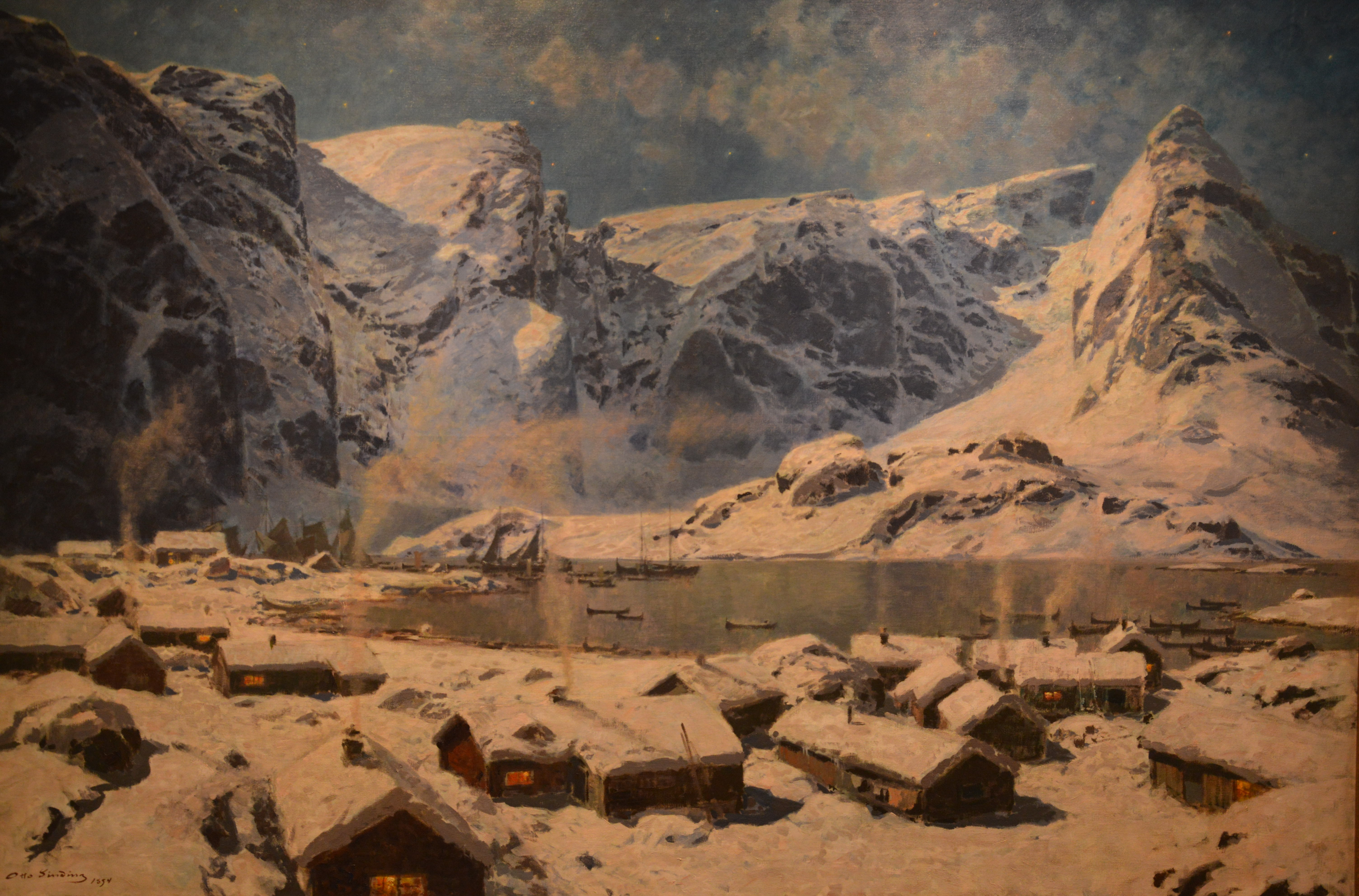
Hivern a les Lofoten
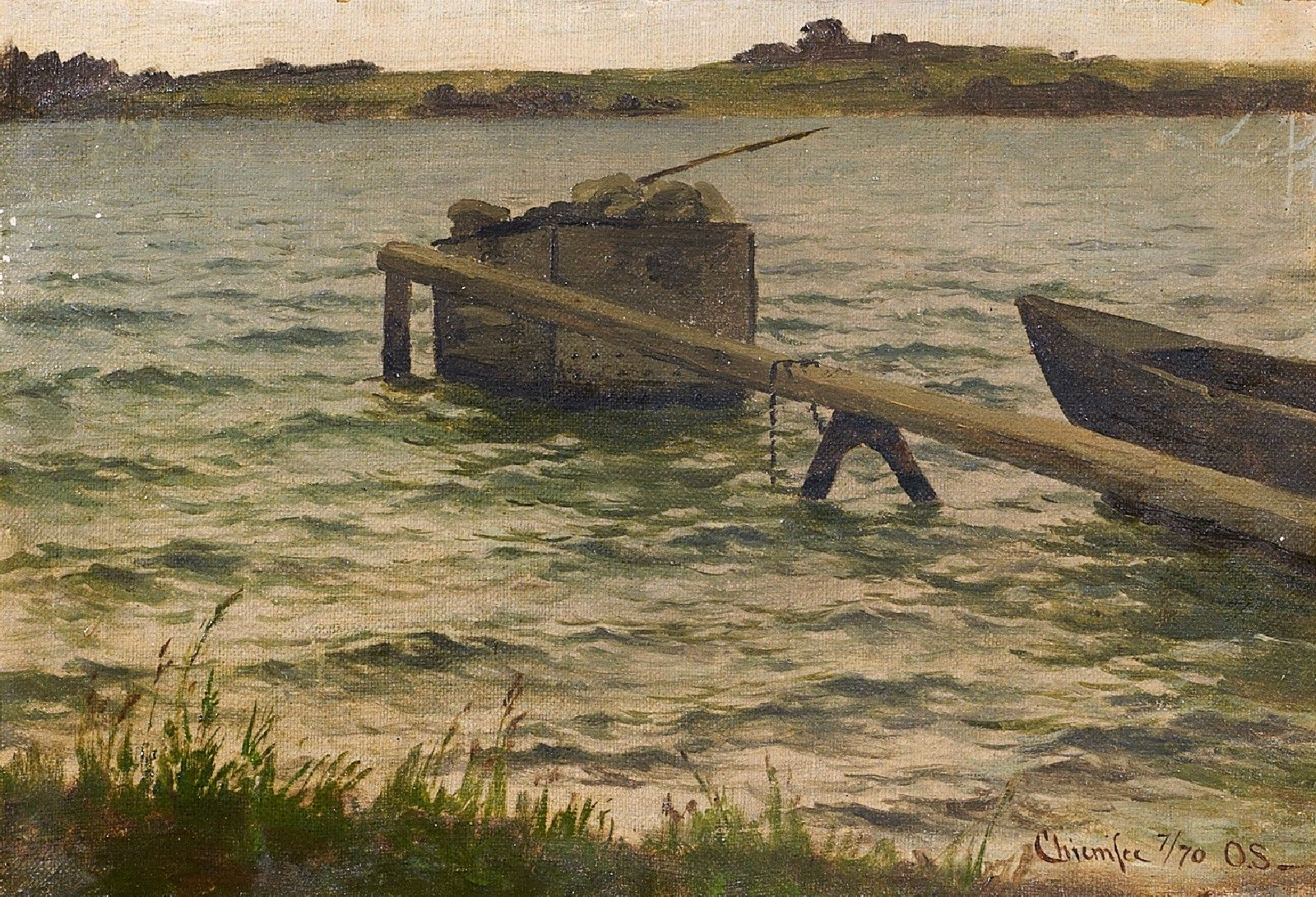
Embarcador a Chiemsse